# Xoldoko Gaina
De Xoldoko Gaina is een 486 meter hoge heuvel in de westelijke Pyreneeën in Frans Baskenland. De berg ligt in het uiterste westen van de Pyreneeën en ligt aan de noordelijke rand van de bergketen. Ten noordoosten ligt een vlakte; ten noordwesten ligt de Atlantische Oceaan. Een kleine drie kilometer ten zuidoosten van de Xoldoko Gaina ligt de iets hogere Manddale (568 m). De GR10, tussen Hendaye en de berg Larrun, loopt op de flanken van de Xoldoko Gaina en de Manddale, maar gaat niet over de top.